# Darja Zawidna
Darja Zawidna (ur. 27 sierpnia 1993) – ukraińska koszykarka występująca na pozycjach rzucającej oraz niskiej skrzydłowej, reprezentantka Ukrainy.
31 maja 2017 została zawodniczką Widzewa Łódź.

## Osiągnięcia
Stan na 2 czerwca 2017, na podstawie, o ile nie zaznaczono inaczej..
Drużynowe
- Uczestniczka rozgrywek Ligi Bałtyckiej (2016/17)

Indywidualne
- Zaliczona do II składu ligi ukraińskiej (2016 przez eurobasket.com)

Reprezentacja
- Brązowa medalistka mistrzostw świata FIBA 3x3 (2017)
- Uczestniczka:
  - mistrzostw Europy:
    - U–16 (2008)
    - U–18 (2008, 2009 – 8. miejsce)
    - U–20 (2013 – 11. miejsce)

  - kwalifikacji do Eurobasketu (2017)